# Inspektoria krakowska
Inspektoria krakowska – jedna z czterech polskich inspektorii salezjanów.  Siedzibą inspektoratu jest Kraków. Obecnym inspektorem, czyli przełożonym prowincji jest ks. Marcin Kaznowski SDB.